# モノフルオロ酢酸アミド
モノフルオロ酢酸アミド（モノフルオロさくさんアミド、英文名称Fluoroacetamide）は、モノフルオロ酢酸から誘導される一級アミド。吸湿性のある白色の粉末。アセトアミドの α炭素上の水素がひとつフッ素に置き換わった構造を持ち、フルオロアセトアミドとも呼ばれる。

## 用途・毒性
三共が開発した殺虫剤で、1956年6月18日に農薬登録を受け、1975年12月3日に同登録が失効した。商品名フッソールなどで、登録期間中に累計1,900トン、ピーク時の1966～1967年には年間200トンを超える製剤が製造されたが次第に有機リン系の農薬に取って代わられるようになった。カイガラムシやハダニ、アブラムシなどに効き、果樹園を中心に用いられた。半数致死量（LD50）はラットへの経口投与で5.75mg/kg、ラットへの経皮投与で80mg/kg
と毒性は強く、体内に取り込まれたのち代謝されモノフルオロ酢酸となり、過興奮・嘔吐・筋痙攣・呼吸抑制・心不全などの症状が現れる。誘導体のN-メチル-N-(1-ナフチル)-モノフルオロ酢酸アミド（旧商品名ニッソール）も、同様に中毒を起こす。
モノフルオロ酢酸、モノフルオロ酢酸ナトリウムなどとともに毒物及び劇物取締法により特定毒物に指定されており、青色の着色が義務づけられている。法令で定められた者以外はモノフルオロ酢酸アミドを含んだ製剤を取り扱うことができない。上記のニッソールは劇物に指定されている。